# Jordan Love
Jordan Alexander Love (Bakersfield, California, Estados Unidos; 6 de noviembre de 1998) es un jugador profesional de fútbol americano. Juega en la posición de quarterback y actualmente milita en los Green Bay Packers de la National Football League (NFL).
Jugó a nivel universitario en Utah State y fue seleccionado por los Packers en la primera ronda del Draft de 2020. Tras pasar tres años como suplente de Aaron Rodgers, en 2023 se convirtió en el quarterback titular de los Packers.

## Biografía
Jordan Love nació en la ciudad californiana de Bakersfield el 6 de noviembre de 1998. Su padre, Orbin, se suicidó cuando Jordan tenía 14 años.

## Carrera

### Universidad

#### Estadísticas
| Año   | Equipo     | Partidos | Partidos | Partidos | Pase | Pase  | Pase | Pase   | Pase | Pase | Pase  | Carrera | Carrera | Carrera | Carrera |
| Año   | Equipo     | PJ       | PT       | Récord   | Cmp  | Att   | Pct  | Yardas | TD   | Int  | Rtg   | Att     | Yardas  | Avg     | TD      |
| ----- | ---------- | -------- | -------- | -------- | ---- | ----- | ---- | ------ | ---- | ---- | ----- | ------- | ------- | ------- | ------- |
| 2017  | Utah State |          |          |          | 129  | 235   | 54.9 | 1,631  | 8    | 6    | 119.3 | 46      | 165     | 3.6     | 2       |
| 2018  | Utah State |          |          |          | 267  | 417   | 64.0 | 3,567  | 32   | 6    | 158.3 | 43      | 63      | 1.5     | 7       |
| 2019  | Utah State |          |          |          | 293  | 473   | 61.9 | 3,402  | 20   | 17   | 129.1 | 81      | 175     | 2.2     | 0       |
| Total | Total      |          |          |          | 689  | 1,125 | 61.2 | 8,600  | 60   | 29   | 137.9 | 170     | 403     | 2.4     | 9       |

### NFL

#### Green Bay Packers

##### 2020-2022: Suplente de Aaron Rodgers
Jordan Love fue elegido por los Green Bay Packers en el puesto veintiséis de la primera ronda del Draft de 2020. La franquicia de Wisconsin subió cuatro puestos para seleccionarle. Firmó su contrato el 1 de julio de ese año y los Packers lo listaron como el tercer quarterback de la rotación, por detrás de Aaron Rodgers y Tim Boyle. 
Tras no disputar ningún partido en todo 2020, Love hizo su debut como profesional el 12 de septiembre de 2021 ante los New Orleans Saints entrando en el último cuarto en sustitución de Rodgers. Completó cinco de los siete pases que lanzó y logró un total de 68 yardas de pase. De cara a la novena semana de liga, Jordan Love fue nombrado quarterback titular de los Packers debido a que Aaron Rodgers causó baja al dar positivo por COVID-19. En su primera titularidad, Love firmó un 19 de 34 en pases para 190 yardas, un touchdown atrapado por Allen Lazard y una intercepción. Los Packers fueron derrotados 13-7 por los Kansas City Chiefs.

##### 2023: Paso a la titularidad
En abril de 2023, Aaron Rodgers fue traspasado a los New York Jets, por lo que Love ascendió al puesto de QB titular. Un mes después firmó una extensión de un año y 22,5 millones de dólares con los Packers.

##### 2024
El 27 de julio de 2024 Love renovó su contrato con la franquicia de Wisconsin por cuatro años y 220 millones de dólares, igualando el mayor salario anual de la historia de la NFL.

## Estadísticas
| Negrita | Máximo de carrera |

### Temporada regular
| Año   | Equipo | Partidos | Partidos | Partidos | Pase    | Pase    | Pase    | Pase    | Pase    | Pase    | Pase    | Pase    | Carrera | Carrera | Carrera | Carrera |
| Año   | Equipo | PJ       | PT       | Récord   | Comp    | Att     | Pct     | Yds     | Avg     | TD      | Int     | Rate    | Att     | Yds     | Avg     | TD      |
| ----- | ------ | -------- | -------- | -------- | ------- | ------- | ------- | ------- | ------- | ------- | ------- | ------- | ------- | ------- | ------- | ------- |
| 2020  | GB     | No jugó  | No jugó  | No jugó  | No jugó | No jugó | No jugó | No jugó | No jugó | No jugó | No jugó | No jugó | No jugó | No jugó | No jugó | No jugó |
| 2021  | GB     | 6        | 1        | 0-1      |         |         |         |         |         |         |         |         |         |         |         |         |
| 2022  | GB     | 4        | 0        |          |         |         |         |         |         |         |         |         |         |         |         |         |
| 2023  | GB     | 17       | 17       | 9-8      |         |         |         |         |         |         |         |         |         |         |         |         |
| Total | Total  | 27       | 18       | 9-9      |         |         |         |         |         |         |         |         |         |         |         |         |